# Кафана Пећинар
Кафана Пећинар je породични ресторан - кафана у Љубишу, општина Чајетина, на Златибору у којој се већ шест генерација породице Пећинар бави угоститељством.

## О кафани
Кафана Пећинар је део угоститељско-трговинског комплекса Пећинар у центру Љубиша. Власници кафане су Бобан и Марија Пећинар. Њихова ћерка и зет су седма генерација Пећинара која настављају породичну традицију угоститељства.
Амбијент кафане говори о томе како су деценијама Пећинари градили углед и име на пољу угоститељства. Слике и намештај чувају успомену на претке и традицију. Простор кафане је опремљен дрвеним намештајем, камином, преслицом, ручно хекланим и везеним завесама, старим фотографијама, мноштвом етнографских детаља који чувају богату успомену на шест генерација породице.
Оно што сваки гост запажа када крочи у кафану јесте креденац пун слатког, џема и компота разних врста и укуса.
Кафана у свом склопу има затворени део капацитета 50 особа, као и отворени, терасу капацитета 50 места.

## Угоститељска понуда
Стална понида кафане Пећинар су јела златиборског краја и југозападне Србије. Ту су проја, сир, кајмак, кулен, димљена пршута, запечен кромпир са сланином, гибаница, паприка Сомборка, домаћи ајвар, телетина и јагњетина испод сача. Од пића на менију су домаћа ракија, медовача и вино. Посебан специјалитет кафане је филе од пастрмке која се гаји у рибњаку иза ресторана.
Домаће вино које се служи је од Берића из Мушвета.
Посластице које спремају у Кафани Пећинар су туфахије, баклаве и принцес крофне.

## Смештај
Кафана Пећинар нуди и смештај за своје госте. Посејују пет смештајних јединица за 15 гостију: једна јединица има два одвојена и један посебн лежај, друга има два велика француска лежаја, трећа има један велики француски лежај, четврта има један велики француски лежај и један посебан лежај и пета јединица има једна велики француски лежај.

## Љубово ћоше
Редован гост Кафане Пећинар је чувени дечији песник Љубивоје Ршумовић који је из Љубиша. У Кафани има и своје Љубово ћоше, где се налазе његове фотографије и књиге.